# Piet van der Touw

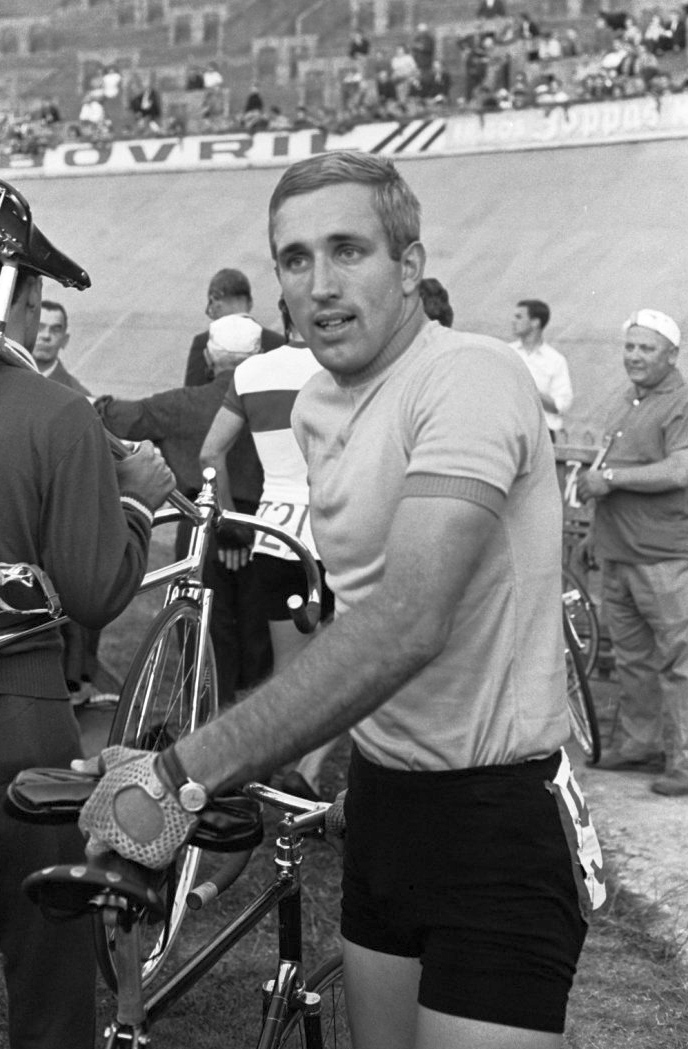
Piet van der Touw (1963)

Pieter Carel Cornelis „Piet“ van der Touw (* 29. November 1940 in Alphen aan den Rijn oder in Rijswijk (Zuid-Holland)) ist ein ehemaliger niederländischer Radrennfahrer und nationaler Meister im Radsport.

## Sportliche Laufbahn
Zweimal startete van der Touw bei den Olympischen Sommerspielen. 1960 in Rom wurde er beim Sieg von Sante Gaiardoni Vierter im Zeitfahren. Zudem startete er im Sprint, wobei er in den Vorläufen ausschied.
1964 in Tokio wurde er beim Sieg von Patrick Sercu erneut Vierter im 1000-Meter-Zeitfahren, bestritt wieder den Sprint und wurde mit Arie de Graaf Vierter im Tandemrennen.
1963 und 1964 gewann er die nationale Meisterschaft im Sprint der Amateure. 1961 und 1962 war er jeweils Vize-Meister. 1959 und 1960 wurde er niederländischer Meister im 300-Meter-Sprint auf der Straße, einer Disziplin, die kurze Zeit in seiner Heimat ausgetragen wurde. 
Auf der Bahn der Werner-Seelenbinder-Halle in Berlin holte er 1962 mit Jaap Oudkerk als Partner die Internationale Omnium-Meisterschaft. 1963 wurde er Zweiter im Großen Preis der DDR hinter Rainer Marx. 1961 gewann er den Großen Preis von Berlin. 1964 siegte er im Grand Prix Amsterdam, dem bedeutendsten Sprintturnier der Niederlande. Den Fliegerpreis von München gewann er 1962 vor Ehrenfried Rudolph.
Ab 1964 startete van der Touw als Unabhängiger. 1966 wurde er Berufsfahrer im Radsportteam Van Nelle und blieb bis 1977 aktiv.
1966 wurde er Dritter der nationalen Meisterschaft im Sprint der Profis hinter dem Sieger Frans Mahn und Arie de Graaf. 1976 hinter Leijn Loevesijn und Gerrie Fens und 1977 hinter Jan Huisjes und Wim de Wilde wurde er ebenfalls Dritter.
1965 konnte er das Sechstagerennen von Melbourne mit Bill Lawrie als Partner gewinnen.